# Ghislaine Arlie
Ghislaine Arlie, née Ghislaine Fogliani le 3 mai 1961 à Poindimié sur la côte Est de la Grande Terre, est une femme politique française de Nouvelle-Calédonie. Anti-indépendantiste, membre du Rassemblement, elle est maire de Farino et présidente de l'Association française des maires de Nouvelle-Calédonie de 2001 à 2014 ainsi que membre de l'Assemblée de la Province Sud et du Congrès de 2009 à 2014. Elle est membre du Conseil économique, social et environnemental National depuis Avril 2021.

## Origines, jeunesse et formation
Issue d'une famille nombreuse de « Brousse », elle est le quatrième des sept enfants d'Henri Fogliani, né en 1914, commerçant, et d'Éliane Obry, née en 1939 dans une famille de petits cultivateurs de café à Poindimié, personnalité néo-calédonienne connue sous le nom de « Mamie Fogliani » et considérée comme une autorité en matière de gastronomie néo-calédonienne, tenant une table d'hôte à Farino, ancienne présentatrice d'émissions de cuisine à la télévision locale et autrice de plusieurs livres de recettes. Du côté paternel, elle a des origines italiennes de Lombardi et irlandaises, et du côté maternel des origines du nord (Lille) et mélanésiennes.
Elle est élevée par sa mère et son second mari André Crévissier à La Foa, aux côtés d'une fratrie de 18 enfants (7 Fogliani, 5 Crévissier et 6 adoptés). Elle est scolarisée à La Foa jusqu'en troisième, puis part en pension à Nouméa pour être inscrite au Lycée Lapérouse où elle passe son baccalauréat G1 en 1980. Elle se spécialise en Comptabilité et Gestion des Entreprises et Organisations avec le CNFPT. Elle obtiendra un diplôme de secrétaire de Mairie en 1991, obtenu en Métropole.

## Carrière professionnelle
Elle enseigne la Dactylo et sténographie à Nouméa en 1982 et 1983; elle est institutrice à La Foa pendant 1 an et elle entame une carrière dans la Fonction Publique Communale : elle est ainsi Secrétaire de mairie à Farino de 1984 à 1989, elle travaille 1 an dans la Fonction Publique Territoriale à l'Aquarium Iékawé puis obtient le poste de Secrétaire générale adjointe de F.Rossi à la Maire de la Foa, chargée de la Comptabilité, du budget et des marchés publics à l'arrivée du Maire Philippe Gomes en 1989 ; elle y restera jusqu'en 1994[réf. nécessaire].
En 1991 elle part en France métropolitaine grâce au dispositif «400 cadres » (prévu à la suite des accords de Matignon pour former des cadres néo-calédoniens), s'installant à Besançon. Elle fait un stage pratique à la mairie de Poligny (Jura), et, titulaire du diplôme de secrétaire de mairie, et rentre en Nouvelle-Calédonie à la Mairie de La Foa ou elle seconde le Secretaire General. En 1994, Elle postule pour la Direction du Syndicat intercommunal à vocations multiples (SIVM) Sud de la région de La Foa (comprenant les communes de La Foa, Moindou, Farino, Bourail, Boulouparis et Païta) elle y restera jusqu'en 2003, date de sa retraite[réf. nécessaire].

## Carrière politique
Militante anti-indépendantiste au sein du Rassemblement pour la Calédonie dans la République (RPCR) du député et président de l'Assemblée de la Province Sud Jacques Lafleur, elle se présente à Farino (où sa mère a créé le premier marché communal en 1987 et une table d'hôte en 1988) aux élections municipales de 1995 sur la première liste opposée en 34 ans à celle du maire sortant FN, Henri « Riquet » Mariotti (en place depuis 1961, il avait succédé à son père Félix, à son oncle Joseph et à son grand-père Paul Louis Mariotti, et était le petit-neveu de l'écrivain Jean Mariotti). Elle est alors élue conseillère municipale.
Au scrutin suivant de 2001, elle mène la liste RPCR et obtient la victoire face à celle FN de Pierre Mariotti (fils du maire sortant). Elle gagne 6 conseillers municipaux sur 11, et devient la première femme élue maire en Nouvelle-Calédonie, et plus généralement la première à diriger une collectivité locale dans cet archipel. Elle prend la même année la présidence de l'Association française des maires de Nouvelle-Calédonie (AFMNC), qui regroupe les premiers magistrats des communes anti-indépendantistes (tendance RPCR) à la suite d'une scission en 1984 avec l'Association des maires de Nouvelle-Calédonie (AMNC, depuis lors dominée par les indépendantistes). Elle est également vice-présidente de l'Association des communes et des collectivités d'outre-mer (ACCD'OM) depuis 2010, et Présidente en 2011, Secrétaire (cette fois-ci politique, et non plus administrative) du SIVM Sud de la région de La Foa et vice-présidente du Syndicat intercommunal à vocation unique (SIVU) de la côte Ouest. Aux élections municipales de 2008, elle est réélue, sa liste obtenant presque la majorité absolue (45 % des suffrages exprimés) et toujours 6 élus sur 11 contre 3 au FN de Pierre Mariotti et l'Avenir ensemble de Christian Roche.
Elle est élue à l'Assemblée de la Province Sud et au Congrès de la Nouvelle-Calédonie pour la première fois lors des élections provinciales du 10 mai 2009, en sixième position sur la liste du Rassemblement-UMP (nouveau nom de 2004 à 2014 du RPCR) du député Pierre Frogier (qui a succédé en 2005 à Jacques Lafleur à la tête du parti). Elle est rapporteur de la commission de l'Agriculture et de la Pêche du Congrès à partir de 2009 et présidente de celle des Finances et du Budget à partir de 2011, elle préside également la commission de l'Environnement de la Province Sud à partir de 2009.
Sa politique est surtout orientée vers le développement de sa commune (la plus petite de Nouvelle-Calédonie) par l'écotourisme, et elle se lance activement pour la création du parc provincial des Grandes Fougères (inauguré en 2008 et à cheval sur Farino, Moindou et Sarraméa). Elle préside le syndicat mixte qui gère ce parc.
Elle ne se représente pas en 2014, ni aux élections municipales (où elle laisse la place à un de ses adjoints, Jacques Dangio, pour mener la liste du Rassemblement, finalement battue par celle Calédonie ensemble de Régis Roustan), ni aux élections provinciales.
Elle est nommée, par décret du ministère des Outre-mer, parmi les huit personnalités ultramarines (et les deux de la section Pacifique) désignées au titre de la cohésion sociale et territoriale et de la vie associative au sein du Conseil économique, social et environnemental (CESE) national, en avril 2021. Elle y est membre de la Commission « Environnement » et de la Délégation aux droits des femmes et à l'égalité, ainsi que membre de la Délégation des Outre-mer.

## Famille
Elle a épousé le 4 décembre 1981 Éric Creugnet, dont elle est veuve à la suite d'un accident de voiture. Elle a eu avec lui deux fils, dont l'aîné Edriel est lui aussi décédé. Le deuxième, Roderick Creugnet, est Chefs d'Entreprises.
Elle s'est remariée en 2003 avec Jean-Michel Arlie (né en 1950, originaire de la Dordogne), haut fonctionnaire du corps préfectoral qui fut notamment commissaire délégué de la République, chef de la Subdivision administrative Sud (basé à La Foa) de 1991 à 1999, et qui est le directeur général de l'Agence de développement de la Nouvelle-Calédonie (Adecal) depuis 1999. Ils ont eu ensemble une fille, Strélitzia, née en 1997.

## Décoration
- Médaille d'honneur de l'engagement ultramarin, échelon argent (à titre exceptionnel, 2025)[3]

### Site externe
- Fiche biographique sur le site officiel du Congrès de la Nouvelle-Calédonie
- Fiche biographique sur le site officiel du Haut-commissariat de la République en Nouvelle-Calédonie